# Galyn Görg
Galyn Görg est une actrice et productrice américaine née le 15 juillet 1964 à Los Angeles (Californie) et morte le 14 juillet 2020 à Hawaï.

## Biographie
Galyn Görg est connue pour le rôle de la fiancée de Cain, un antagoniste dans RoboCop 2.
Elle est décédée du cancer.

## Filmographie

### Actrice

#### Cinéma
- 1984 : Strangers in Paradise : prostituée
- 1986 : America 3000 : Lynka
- 1986 : Living the Blues : Mana Brown
- 1986 : The Malibu Bikini Shop : Cindy
- 1987 : Le Trésor de San Lucas : Blake
- 1988 : Dance Academy : Jana
- 1988 : The Wizard of Speed and Time : une groupie de C. C.
- 1988 : The Wrong Guys : Carla
- 1990 : RoboCop 2 : Angie
- 1991 : Point Break : Margarita
- 1992 : Storyville : Spice
- 1993 : La Nuit du jugement (Judgment Night) : Clarissa
- 1994 : Escale en enfer (Temptation) : Toonie Wells
- 2018 : The Wrong Friend : Mme Cramer

### Télévision
- 1984 : Fame (série  télévisée) : une danseuse
- 1985 : It's Your Move (série télévisée) : une serveuse
- 1985 : Espion modèle (Cover Up) (série  télévisée) : Sonja
- 1985 : L'Agence tous risques (The A-Team) (série  télévisée) : Cathy
- 1986 : Histoires fantastiques (Amazing Stories) (série  télévisée) : Mme Eyeful
- 1988 : Duet (série  télévisée) : Gail
- 1988 : Nightingales (téléfilm) : Lorna
- 1989 : La Loi est la loi (Jake and the Fatman) (série  télévisée) : Cynthia Davis
- 1989 : Campus show
- 1990 : Twin Peaks (série télévisée)
- 1991 : Les 100 Vies de Black Jack Savage
- 1992 : Grapevine (en)
- 1992 : Mr. Cooper et nous
- 1994 : M.A.N.T.I.S.
- 1995 : Star Trek : Deep Space Nine
- 1996 : Le Prince de Bel-Air
- 1996 : Xena, la guerrière
- 1996 : Hercule
- 1996 : Living Single
- 1996 : Star Trek : Voyager
- 1997 : Stargate SG-1
- 2001 : Preuve à l'appui
- 2004 : Les Experts : Miami
- 2008 : Lost : Les Disparus
- 2015 : Parks and Recreation
- 2016 : Un mari en cadeau de Noël
- 2018 : Murder : Riley

### Productrice

#### Cinéma
- 2006 : Earth Spirit
- 2008 : Techqua Ikachi : Aboriginal Warning
- 2011 : Hollywood Love